# Aloe burgersfortensis
Aloe burgersfortensis é uma espécie de liliopsida do gênero Aloe, pertencente à família Asphodelaceae.